# Ауґустувек
Ауґустувек (пол. Augustówek) — село в Польщі, у гміні Чоснув Новодворського повіту Мазовецького воєводства.
Населення — 242 особи (2011).
У 1975-1998 роках село належало до Варшавського воєводства.

## Демографія
Демографічна структура станом на 31 березня 2011 року:
|          | Загалом | Допрацездатний вік | Працездатний вік | Постпрацездатний вік |
| -------- | ------- | ------------------ | ---------------- | -------------------- |
| Чоловіки | 111     | 30                 | 68               | 13                   |
| Жінки    | 131     | 37                 | 73               | 21                   |
| Разом    | 242     | 67                 | 141              | 34                   |